# Больюльйос-де-ла-Мітасьйон
Больюльйос-де-ла-Мітасьйон (ісп. Bollullos de la Mitación) — муніципалітет в Іспанії, у складі автономної спільноти Андалусія, у провінції Севілья. Населення — 9142 особи (2010).
Муніципалітет розташований на відстані близько 400 км на південний захід від Мадрида, 13 км на південний захід від Севільї.

## Демографія
Динаміка населення (INE ):

## Галерея зображень

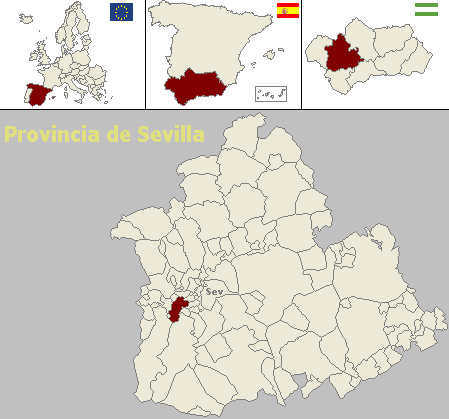
Розташування муніципалітету Больюльйос-де-ла-Мітасьйон у провінції Севілья